# Sagarmatha (zona)
Sagarmatha (em nepali: सगरमाथा अञ्चल; transl. Sagarmatha Añcal) é uma zona do Nepal. Está inserida na região do  Centro-Oeste. Tem uma população de 1 926 143 habitantes e uma área de 10 591 km². A capital é a cidade de Rajbiraj.

## Distritos
A zona de Sagarmatha está dividida em seis distritos:
- Khotang
- Okhaldhunga
- Saptari
- Siraha
- Solukhumbu
- Udayapur